# Roscoe Smith
Pour les articles homonymes, voir Smith.
Roscoe R. Smith, né le 1er mai 1991 à Baltimore au Maryland, est un joueur américain de basket-ball.

## Biographie
Il participe à la NBA Summer League 2014 avec les Lakers de Los Angeles.
Il signe un contrat avec les Lakers, mais n'est pas conservé dans l'effectif qui commence la saison. Depuis novembre 2014, il joue avec les D-Fenders de Los Angeles en NBA Development League.